# Kleiner Papstgraben
Der Kleine Papstgraben ist ein rund 0,4 Kilometer langer, linker Nebenfluss der Kainach in der Steiermark.

## Verlauf
Der Kleine Papstgraben entsteht im südlichen Teil der Gemeinde Kainach bei Voitsberg, im zentralen Teil der Katastralgemeinde Kohlschwarz am südlichen Hang des Kohlschwarzkogels, südöstlich des Hauptortes Kainach bei Voitsberg, westlich des Hofes Wurzer. Er fließt zuerst in einem flachen Rechts- danach in einem flachen Linksbogen insgesamt nach Südwesten. Im Zentrum der Katastralgemeinde Kohlschwarz mündet er südöstlich des Hauptortes Kainach bei Voitsberg, südlich des Hofes Gurz und westlich des Hofes Wurzer direkt westlich der L341 in die Kainach, die kurz danach nach links abbiegt. Auf seinem Lauf nimmt der Kleine Papstgraben von links einen unbenannten Wasserlauf auf.